# آرایه مشبک توپی

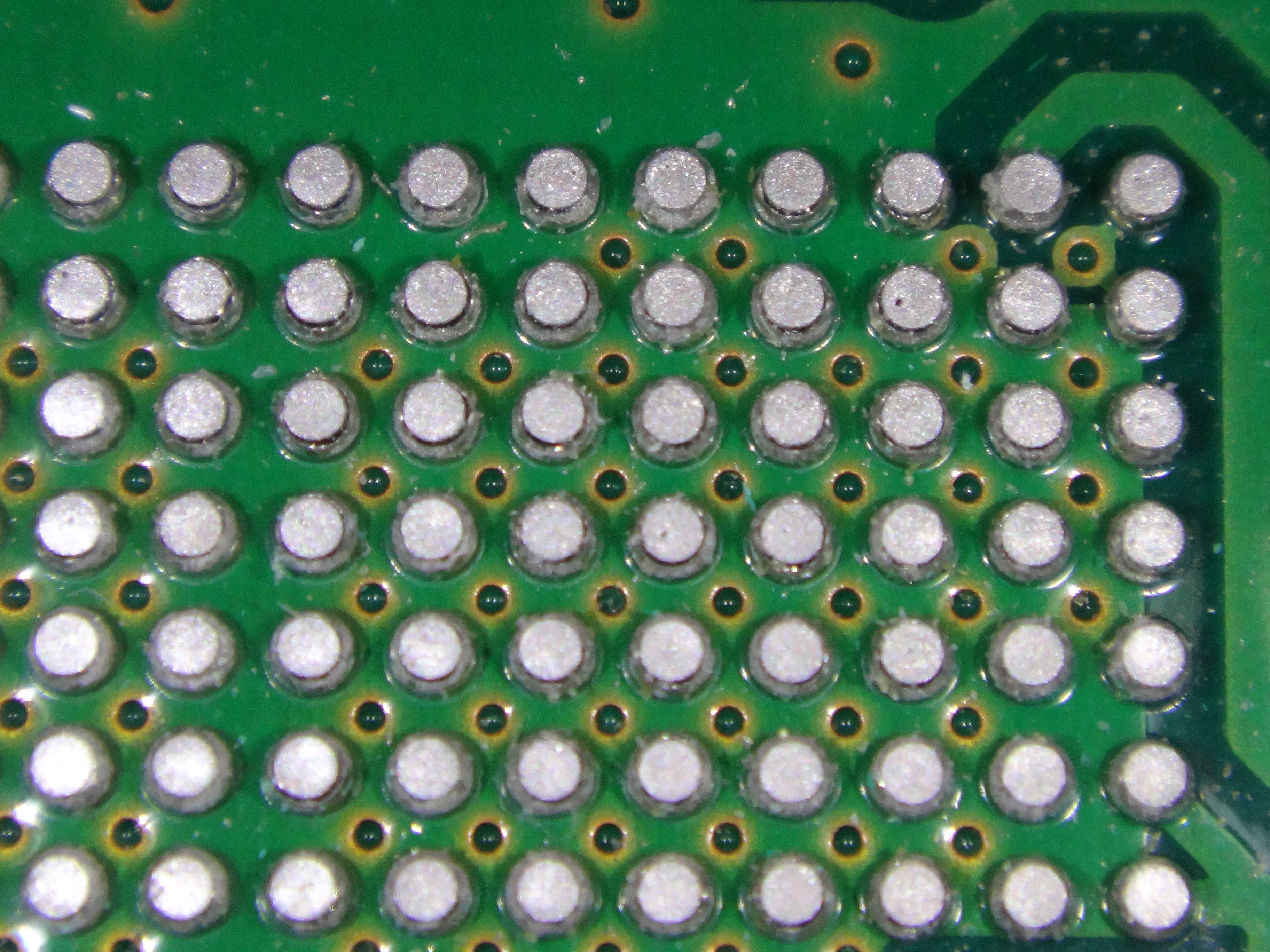
آرایه مشبک از توپی‌های لحیم کاری روی برد مدار چاپی پس از برداشتن تراشه مدار مجتمع.

آرایه مشبک توپی (BGA) (به انگلیسی: ball grid array) نوعی بسته‌بندی نصب-سطحی (جا تراشه قطعه‌ای) است که برای مدارهای مجتمع استفاده می‌شود. بسته‌های بیجی‌ای برای نصب دائمی قطعاتی مانند ریزپردازنده‌ها استفاده می‌شود. بیجی‌ای می‌تواند تعداد پین‌های اتصال بیشتری را نسبت به یک بسته ردیفی دوگانه یا بسته تخت ارائه دهد. از کل سطح زیرین دستگاه می‌توان به جای فقط محیط استفاده کرد. ردپای اتصال سیم‌های بسته به سیم‌ها یا گلوله‌هایی که قالب را به بسته وصل می‌کند نیز به‌طور متوسط کوتاهتر از نوع فقط محیط است و منجر به عملکرد بهتر در سرعت‌های بالا می‌شود.
لحیم کاری قطعات BGA نیاز به کنترل دقیق دارد و معمولاً توسط فرآیندهای خودکار مانند در فِر فرونشینی خودکار کنترل‌شده با رایانه انجام می‌شود.

## شرح

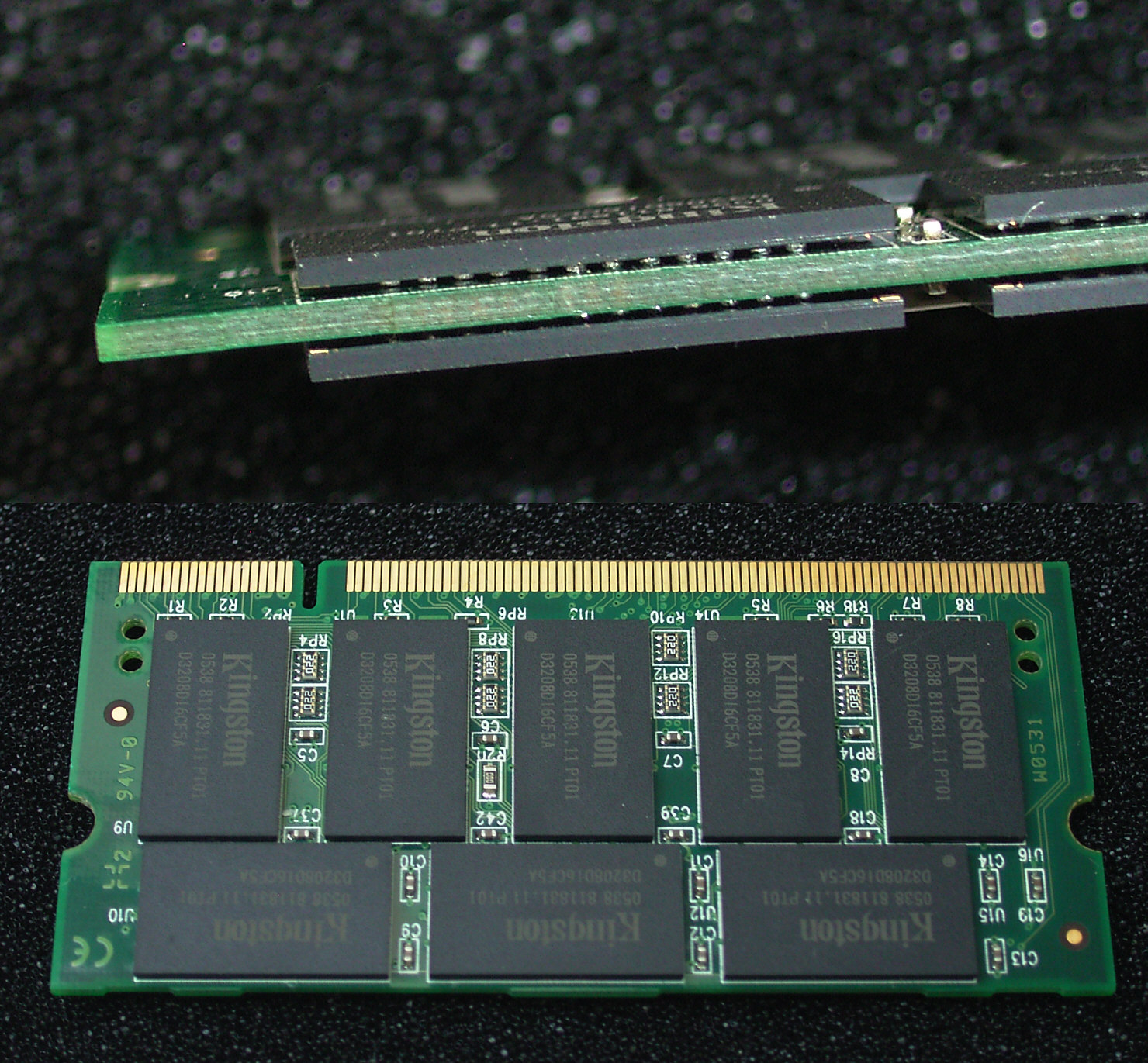
آی‌سی‌های BGA روی یک کارت رَم مونتاژشده‌اند

BGA از آرایه مشبک پین (PGA) نشات می‌گیرد، که یک بسته با یک صورت پوشیده (یا تا حدی پوشیده) با پین‌هایی در الگوی مشبک است که در عمل، سیگنال‌های الکتریکی را بین مدار مجتمع و برد مدار چاپی (PCB) هدایت می‌کند که روی آن قرار داده شده‌است. در BGA، پین‌ها با پدهایی در انتهای بسته جایگزین می‌شوند، که در ابتدا هر کدام با یک توپی لحیم کوچک به آن چسبیده‌اند. این کره‌های لحیم کاری را می‌توان به صورت دستی یا با تجهیزات خودکار قرار داد و با یک فلاکس چسبناک در جای خود نگه داشت. این دستگاه بر روی PCB با پدهای مسی در الگویی که با توپی‌های لحیم مطابقت دارد، قرار می‌گیرد. سپس این مونتاژ گرم می‌شود، یا در فِر فرونشینی یا توسط هیتر فروسرخ، توپی‌ها ذوب می‌شوند. کشش سطحی باعث می‌شود لحیم مذاب بسته را در راستای برد مدار، در فاصله جداسازی صحیح نگه دارد، درحالی که لحیم سرد و سفت می‌شود و اتصالات لحیم‌شده‌ای بین قطعه و PCB ایجاد می‌کند.
در فناوری‌های پیشرفته تر، از توپی لحیم کاری هم بر روی PCB و هم بر روی بسته استفاده می‌شود. همچنین، در ماژول‌های چند-تراشه‌ای روی هم (بسته روی بسته) از توپی‌های لحیم کاری برای اتصال دو بسته استفاده می‌شود.

## مزایای

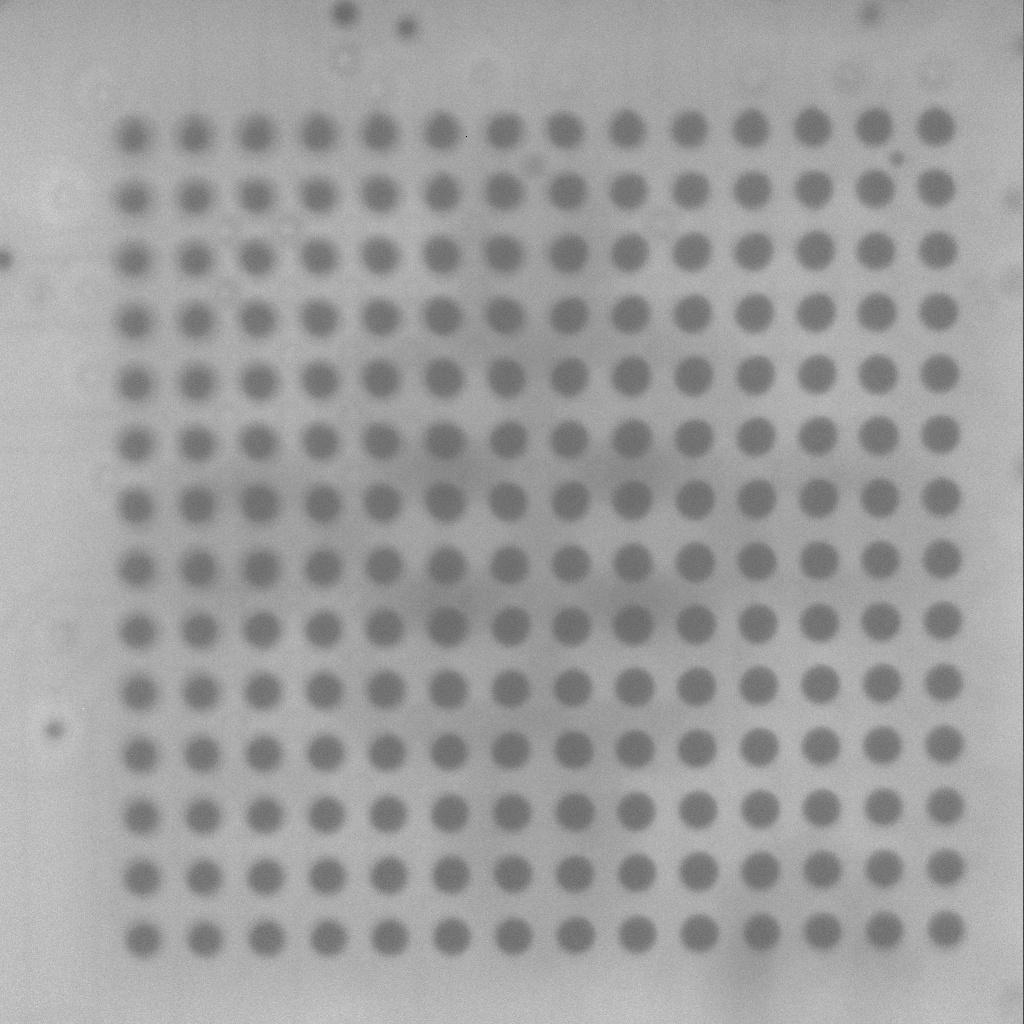
تصویر اشعه ایکس از یک مدار مجتمع از نوع آرایه شبکه توپ که بر روی برد مدار چاپی نصب شده است

### تراکم بالا
BGA راه حلی برای مشکل تولید بسته مینیاتوری برای مدار مجتمع با صدها پین است.

### انتقال حرارت
مزیت دیگر بسته‌های BGA نسبت به بسته‌های دارای سَر جداگانه (یعنی بسته‌های دارای پایه) مقاومت حرارتی کمتر بین بسته و PCB است. این باعث می‌شود حرارت تولید شده توسط مدار مجتمع داخل بسته به راحتی به PCB منتقل شود و از گرم شدن بیش از حد تراشه جلوگیری کند.

### سرهایی با خودالقایی-کم
هرچه رسانای الکتریکی کوتاهتر باشد، خودالقایی ناخواسته آن کمتر است، این خاصیت باعث ایجاد اعوجاج ناخواسته سیگنالها در مدارهای الکترونیکی با سرعت-بالا می‌شود. BGAها، با فاصله بسیار کمی که بین بسته و PCB دارند، دارای اندوکتانس سَری کم هستند، که عملکرد الکتریکی بالاتری را نسبت به قطعات پین‌دار می‌دهد.

## معایب

### عدم نَرمی
نقطه ضعف BGAها این است که توپ‌های لحیم کاری نمی‌توانند به نحوی خم شوند که سرهای بلندتر می‌توانند، بنابراین از نظر مکانیکی سازگارنیستند. مانند سایر افزاره‌های نصب-سطحی، خم شدن به دلیل تفاوت ضریب انبساط حرارتی بین زیرلایه PCB و BGA (تنش حرارتی) یا خم شدن و ارتعاش (تنش مکانیکی) می‌تواند باعث شکستن اتصالات لحیم کاری شود.
با اتصال قطعات به بُرد از طریق فرایندی به نام «زیرپُرسازی» (به انگلیسی: underfilling), که مخلوط اپوکسی را پس از لحیم کاری به PCB تزریق می‌کند، می‌توان بر مشکلات تنش مکانیکی غلبه کرد و به‌طور مؤثر قطعات BGA را به PCB چسباند. انواع مختلفی از مواد پر کننده با خواص متفاوت نسبت به کارایی و انتقال حرارت مورد استفاده قرار می‌گیرد. مزیت اضافی زیرپُرکردن این است که رشد تاره قلع را محدود می‌کند.

### مشکل در بازرسی
هنگامی که بسته در جای خود لحیم شد، پیدا کردن خطاهای لحیم کاری دشوار است. دستگاه‌های پرتوی ایکس، دستگاه‌های سی‌تی اسکن صنعتی، میکروسکوپ‌های مخصوص و درون‌نماهایی (به انگلیسی: endoscope) برای نگاه‌کردن در زیر بسته لحیم کاری شده برای غلبه بر این مشکل توسعه یافته‌اند.
یک روش بازرسی ارزان‌تر و آسان‌تر، هرچند مخرب، به‌طور فزاینده ای رواج پیدا می‌کند زیرا به تجهیزات خاصی نیاز ندارد. این فرایند که معمولاً به عنوان رزیدن و درکشیدن نامیده می‌شود، غوطه‌ورکردن کل PCB یا فقط ماژول متصله BGA در یک رزانه و پس از خشک شدن، ماژول جدا شده و اتصالات شکسته بازرسی می‌شوند. اگر محل لحیم کاری حاوی رنگ باشد، نشان می‌دهد که اتصال ناقص است.

### مشکلات هنگام توسعه مدار
در حین توسعه، لحیم کاری BGAها در محل کار عملی نیست و به جای آن از سوکت‌ها استفاده می‌شود، اما اغلب غیرقابل اعتماد هستند.

### هزینه تجهیزات
تجهیزات گران‌قیمت برای لحیم کاری قابل اعتمادِ بسته‌های BGA مورد نیاز است. بسته‌های BGA قابل لحیم کاری دستی بسیار دشوار و غیرقابل اعتماد است و فقط برای کوچکترین بسته‌ها در کمترین مقدار قابل استفاده است.